# Apache Junction (película)
Apache Junction es una película de acción, crimen y aventura de 2021, dirigida por Justin Lee, que a su vez la escribió y protagonizada por Scout Taylor-Compton, Stuart Townsend y Ed Morrone, entre otros. El filme fue realizado por Hillin Entertainment, Benetone Films, Origo Financial Services y TB Films, se estrenó el 24 de septiembre de 2021.

## Sinopsis
Apache Junction es un destacamento de acracia del Viejo Oeste, una guarida para delincuentes y homicidas a sangre fría. En el momento que la periodista de la gran ciudad Annabelle Angel va al pueblo, se transforma en un objetivo, el famoso pistolero Jericho Ford va a protegerla.